# Tynan Cross

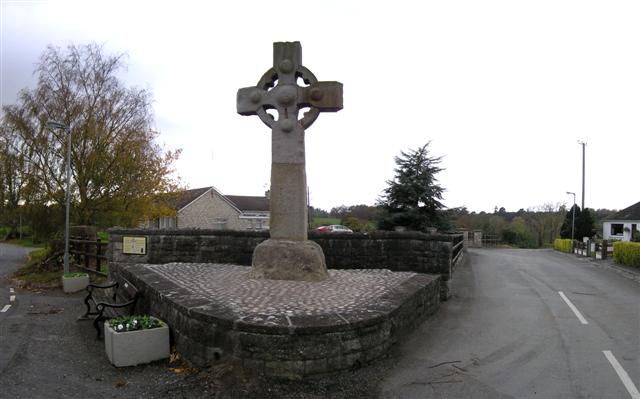
Tynan Cross

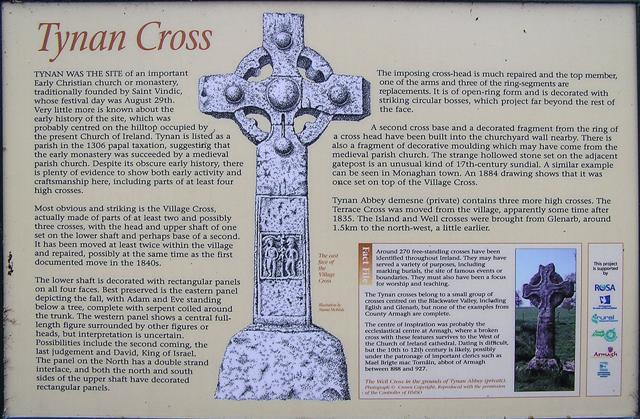
Tynan Cross

Das Tynan Cross (lokal auch Village Cross genannt) ist ein Verbund aus zwei Keltenkreuzen aus dem 8. oder 9. Jahrhundert, wobei eines durch das Unterteil des Schaftes vertreten ist. Es steht seit 1844 in seiner heutigen Position, gegenüber dem Friedhof von Tynan (irisch Tuíneán), im County Armagh in Nordirland.
Der Kopf des Kreuzes hat auf jeder Seite fünf halbkugelige Bossen. Auf der östlichen Seite des Schaftunterteils zeigt eine Tafel den Sündenfall. Die Westseite zeigt eine Tafel mit einer großen Figur und kleineren Figuren im Hintergrund. Einige Tafeln an den Schmalseiten haben Knotenmuster.
Vor den Toren des Friedhofs sind Fragmente anderer Kreuze aufgestellt. Dazu gehören ein verzierter Ring aus einem Kreuz und eine komplette pyramidenförmige Basis. Auf dem Torpfosten des Friedhofs liegt ein kubischer Stein mit runden Bullauns und fünf erhaltenen Gesichtern. Er gilt als Sonnenuhr aus dem 17. Jahrhundert.
Im Gebiet der Tynan Abbey gibt es drei weitere Kreuze:
- das Terrace-Kreuz, das im Jahre 1844 vom Tynan Friedhof versetzt wurde.
- das Well- und das Insel-Kreuz, die 1844 von Glenarb im County Tyrone hierher versetzt wurden.

In Glenarb sollen einst sieben Kreuze gestanden haben. Über das frühe Kloster von Tynan ist wenig überliefert.